# The Pale Blue Eye
The Pale Blue Eye és una pel·lícula de thriller de misteri nord-americana del 2022 escrita i dirigida per Scott Cooper, adaptada de la novel·la homònima del 2003 de Louis Bayard. Explica la història del veterà detectiu Augustus Landor que, l'any 1830, West Point, Nova York, investiga una sèrie d'assassinats a l'Acadèmia Militar dels Estats Units amb l'ajuda d'Edgar Allan Poe, un jove cadet militar. Compta amb un repartiment que inclou Christian Bale i Harry Melling as Landor and Poe, with Gillian Anderson, Lucy Boynton, Charlotte Gainsbourg, Toby Jones, Harry Lawtey, Simon McBurney, Timothy Spall i Robert Duvall.
Es va estrenar a cinemes selectes el 23 de desembre de 2022, abans del seu llançament en streaming el 6 de gener de 2023 per Netflix. Va rebre crítiques generalment positives. Ha estat subtitulada al català.

## Producció
El febrer de 2021, es va anunciar que Christian Bale protagonitzaria el thriller The Pale Blue Eye, escrita i dirigida per Scott Cooper, basada en la novel·la homònima de Louis Bayard i produïda per Cross Creek Pictures. Seria la tercera pel·lícula de Bale i Cooper junts, després d'Out of the Furnace i Hostiles. Bale i Cooper també estaven preparats per produir amb John Lesher i Tyler Thompson.
El 6 de març de 2021, es va anunciar que Netflix va comprar prèviament els drets de la pel·lícula per uns 55 milions de dòlars a l'European Film Market. El juny de 2021, es va informar que Harry Melling interpretaria a Edgar Allan Poe.
El rodatge va començar el 29 de novembre de 2021 a l'històric Compass Inn de Laughlintown, Pennsilvània. Al desembre, el rodatge va tenir lloc al Westminster College de New Wilmington, Pennsylvania. Aquell mes, es van anunciar membres addicionals del repartiment, com Gillian Anderson, Lucy Boynton, Timothy Spall, Fred Hechinger i Robert Duvall.
El senador John Fetterman i la seva dona Gisele són extres en una escena de la pel·lícula. Es van fer amics de Bale i Cooper el 2013 mentre rodaven Out of the Furnace a Braddock, Pennsilvània, on Fetterman era alcalde en aquell moment. Bale va declarar: "El John té aquesta cara fantàstica, una figura enorme... Així que li vaig dir a l'Scott: "L'hem de tenir a la taverna... Aquesta és una cara que encaixa als anys 1830".